# Seznam britanskih dirkačev
Seznam britanskih dirkačev.

## A
- Alexander Albon

## B
- Tony Brooks
- Martin Brundle
- Jenson Button

## C
- Jim Clark
- David Coulthard

## D
- Anthony Davidson

## H
- Lewis Hamilton
- Mike Hawthorn
- Johnny Herbert
- Damon Hill
- Graham Hill
- James Hunt

## I
- Eddie Irvine

## L
- Dorothy Levitt

## M
- Nigel Mansell
- Stirling Moss

## S
- Jackie Stewart
- John Surtees

## W
- Derek Warwick
- John Watson